# Javaugues
Javaugues – miejscowość i gmina we Francji, w regionie Owernia-Rodan-Alpy, w departamencie Górna Loara.
Według danych na rok 1990 gminę zamieszkiwało 145 osób, a gęstość zaludnienia wynosiła 21 osób/km² (wśród 1310 gmin Owernii Javaugues plasuje się na 701. miejscu pod względem liczby ludności, natomiast pod względem powierzchni na miejscu 926.).